# Artūras Vagneris
Artūras Vagneris war ein litauischer Fußballspieler. 

## Karriere
Artūras Vagneris spielte in seiner Vereinskarriere für KSK Kaunas.
Von 1926 bis 1929 absolvierte Vagneris fünf Länderspiele für die Litauische Fußballnationalmannschaft. Er debütierte am 21. August 1926 gegen Lettland in Kaunas. Mit der Nationalmannschaft nahm Vagneris am Baltic Cup 1929 teil.